# Prestant
 (janvier 2019).
Si vous disposez d'ouvrages ou d'articles de référence ou si vous connaissez des sites web de qualité traitant du thème abordé ici, merci de compléter l'article en donnant les références utiles à sa vérifiabilité et en les liant à la section « Notes et références ».
Le prestant est le nom d'un jeu d'orgues à tuyaux.
Son nom provient du latin præstans, præstantis, participe présent de præstare « se distinguer, exceller, être devant ». On en retrouve le sens dans le mot français "prestance". Ce nom suggère un sens similaire à celui donné à la montre (dont on "montre" les tuyaux). Il faut d'ailleurs noter que dans l'orgue nordique (Hollande, Danemark, Allemagne du nord), les principaux portent le nom de Præstant. Dans certains pays également, le prestant peut être nommé octave ou diapason. Une partie des tuyaux du prestant est quelquefois placée en façade de l'orgue.
Appartenant à la famille des principaux, des fonds et des jeux à bouche, le prestant est un jeu de quatre pieds (taille du tuyau de la note la plus grave, le do1). Le prestant est également nommé le jeu étalon, c'est-à-dire le jeu de référence où tous les tuyaux de l'orgue sont accordés sur ce dernier. Il joue donc le rôle du diapason et c'est le jeu qui est harmonisé avec le plus de soin puisque tout l'équilibre acoustique de l'instrument dépend de lui.
On le trouve généralement dans l'orgue français placé au clavier de Grand Orgue et au clavier de Positif.
Dans la registration classique, il se mélange aussi bien avec les principaux, les bourdons et les anches. Il ajoute de la couleur et des harmoniques pairs. C'est un jeu qui réagit instantanément à l'attaque et donne beaucoup de présence dans les mélanges. Tiré avec le bourdon de 8' il permet de faire ressortir la main gauche. Mélangé à la trompette ou au cromorne, il permet de compenser leur faiblesse en harmoniques pairs.
- Le prestant fait partie du plein jeu que l'on compose comme suit : montre + prestant + doublette + plein-jeu.
- Le prestant peut aussi faire partie du jeu de cornet que l'on compose comme suit : bourdon + prestant + nasard + doublette + tierce.

Dans les exercices d'apprentissage de l'orgue, on recommande d'utiliser le prestant aussi bien pour le travail du clavier que pour les exercices de pédale car c'est le jeu qui fait le mieux entendre les notes dans toute sa tessiture.
Dans l'orgue d'Europe du nord, le Præstant se trouve également en 8 et en 16 pieds, et il est synonyme de Montre.